# Gerard Bergholtz
Gerard Bergholtz (Maastricht, 29 agosto 1939) è un allenatore di calcio ed ex calciatore olandese, di ruolo attaccante.

## Carriera

### Giocatore

#### Club
Bergholtz ha iniziato la carriera tra le file del Rapid JC nel 1955, ma il salto di qualità avviene due anni più tardi, quando passa, nel 1957, al Maastricht, dove rimane per quattro stagioni. Nel 1961 viene acquistato dal Feyenoord, dove vince per due volte il campionato. Nel 1965 passa all'Anderlecht, con cui si piazza primo in classifica per tre stagioni. Negli anni '70 gioca per RWD Molenbeek e Mons, con cui chiude la carriera da giocatore nel 1976.
A livello di club, in carriera ha vinto due campionati olandesi, una KNVB beker e tre campionati belgi.

#### Nazionale
Bergholtz ha giocato 12 partite con la Nazionale olandese, senza mai segnare un gol; l'esordio avviene il 30 aprile 1961, nelle qualificazioni alla Coppa del Mondo 1962 contro l'Ungheria (0-3). La partita d'addio alla Nazionale viene giocata sei anni più tardi, il 10 maggio 1967, sempre contro l'Ungheria (1-2), questa volta il match era valevole per le qualificazioni agli Europei 1968.

### Allenatore
La carriera di allenatore di Bergholtz è iniziata nel 1976 alla guida del Lanaken VV ed è terminata dopo 11 anni; le squadre principali che ha allenato sono Sint-Truiden e Gent.

## Statistiche

### Cronologia presenze e reti in nazionale
| Cronologia completa delle presenze e delle reti in nazionale ― Paesi Bassi | Cronologia completa delle presenze e delle reti in nazionale ― Paesi Bassi | Cronologia completa delle presenze e delle reti in nazionale ― Paesi Bassi | Cronologia completa delle presenze e delle reti in nazionale ― Paesi Bassi | Cronologia completa delle presenze e delle reti in nazionale ― Paesi Bassi | Cronologia completa delle presenze e delle reti in nazionale ― Paesi Bassi | Cronologia completa delle presenze e delle reti in nazionale ― Paesi Bassi | Cronologia completa delle presenze e delle reti in nazionale ― Paesi Bassi |
| Data                                                                       | Città                                                                      | In casa                                                                    | Risultato                                                                  | Ospiti                                                                     | Competizione                                                               | Reti                                                                       | Note                                                                       |
| -------------------------------------------------------------------------- | -------------------------------------------------------------------------- | -------------------------------------------------------------------------- | -------------------------------------------------------------------------- | -------------------------------------------------------------------------- | -------------------------------------------------------------------------- | -------------------------------------------------------------------------- | -------------------------------------------------------------------------- |
| 30-4-1961                                                                  | Rotterdam                                                                  | Paesi Bassi                                                                | 0 – 3                                                                      | Ungheria                                                                   | Qual. Mondiali 1962                                                        | -                                                                          |                                                                            |
| 14-5-1961                                                                  | Lipsia                                                                     | Germania Est                                                               | 1 – 1                                                                      | Paesi Bassi                                                                | Qual. Mondiali 1962                                                        | -                                                                          |                                                                            |
| 2-5-1962                                                                   | Amsterdam                                                                  | Paesi Bassi                                                                | 1 – 0                                                                      | Brasile                                                                    | Amichevole                                                                 | -                                                                          |                                                                            |
| 22-3-1964                                                                  | Anversa                                                                    | Belgio                                                                     | 0 – 0                                                                      | Paesi Bassi                                                                | Amichevole                                                                 | -                                                                          |                                                                            |
| 12-4-1964                                                                  | Amsterdam                                                                  | Paesi Bassi                                                                | 1 – 1                                                                      | Austria                                                                    | Amichevole                                                                 | -                                                                          | 61’                                                                        |
| 29-4-1964                                                                  | Rotterdam                                                                  | Paesi Bassi                                                                | 0 – 1                                                                      | Svezia                                                                     | Amichevole                                                                 | -                                                                          |                                                                            |
| 24-5-1964                                                                  | Rotterdam                                                                  | Paesi Bassi                                                                | 2 – 0                                                                      | Albania                                                                    | Qual. Mondiali 1966                                                        | -                                                                          |                                                                            |
| 30-9-1964                                                                  | Anversa                                                                    | Belgio                                                                     | 1 – 0                                                                      | Paesi Bassi                                                                | Amichevole                                                                 | -                                                                          |                                                                            |
| 25-10-1964                                                                 | Tirana                                                                     | Albania                                                                    | 0 – 2                                                                      | Paesi Bassi                                                                | Qual. Mondiali 1966                                                        | -                                                                          |                                                                            |
| 26-1-1965                                                                  | Tel Aviv                                                                   | Israele                                                                    | 0 – 1                                                                      | Paesi Bassi                                                                | Amichevole                                                                 | -                                                                          |                                                                            |
| 17-3-1965                                                                  | Belfast                                                                    | Irlanda del Nord                                                           | 2 – 1                                                                      | Paesi Bassi                                                                | Qual. Mondiali 1966                                                        | -                                                                          |                                                                            |
| 10-5-1967                                                                  | Budapest                                                                   | Ungheria                                                                   | 2 – 1                                                                      | Paesi Bassi                                                                | Qual. Euro 1968                                                            | -                                                                          |                                                                            |
| Totale                                                                     |                                                                            | Presenze                                                                   | 12                                                                         |                                                                            | Reti                                                                       | 0                                                                          |                                                                            |

## Palmarès
- Campionato olandese: 2

Feyenoord: 1961-1962, 1964-1965
- Coppa dei Paesi Bassi: 1

Feyenoord: 1964-1965
- Campionato belga: 3

Anderlecht: 1965-1966, 1966-1967, 1967-1968